# 占领区 (电视剧)
占领区（挪威語：Okkupert），是2015年挪威上演的政治惊悚电视剧，整部戏带有反俄色彩。

## 剧情概述
在不久的将来，美国实现了能源自给，北约组织已经解散，欧洲陷入了能源危机。由于气候变迁，挪威执政的绿党为了挽救地球推行激进的环保政策，对外宣布结束石油开采。挪威首相耶斯佩尔·贝格不顾德国、瑞典的反对，在新建成的钍电站向全世界宣告，挪威将结束化石燃料的时代。
就在记者会结束后，耶斯佩尔·贝格步入直升机的同时，突遭外国佣兵劫持，随后俄罗斯军队占领了北海的弗勒于油田。而站在俄罗斯背后的欧盟势力和瑞典联合向挪威施压，战争即将爆发，为挽救挪威的危难，首相要求内阁妥协，与俄罗斯大使伊琳娜·西多罗娃一同商定共管北海油田，并接受全面的技术援助恢复挪威的石油生产...。